# Kostel Narození Panny Marie (Skradin)
Kostel Narození Panny Marie (chorvatsky Katedrala Porođenja Blažene Djevice Marije) je bývalá katedrála v chorvatském Skradinu. Katedrála byla spravována skradinskou diecézí, zrušené v roce 1828. Dnes spadá pod správu šibenické diecéze.

## Dějiny
Katedrála byla postavena na troskách mešity, která byla postavena na základech starého kostela zničeného během osmanské nadvlády ve Scardoně v letech 1522–1683.
Po odchodu Turků byla na troskách mešity postavena katedrála Narození Panny Marie.
Po příchodu Benátčanů byla zahájena stavba nové katedrály podle projektu italského architekta Francesca Melchiorra. Výstavba kostela z velké části financovaná benátskou vládou, byla dokončena roku 1758 a vysvěcená 16. dubna 1758 na katedrálu biskupem Antunem Bečićem (1754–1759).
V roce 1828 byla skradinská diecéze zrušena. Papež Pius IX. prohlásil kostel za opatský v roce 1867.
V roce 1991, během války v Jugoslávii, byl kostel vážně poškozen.

## Popis

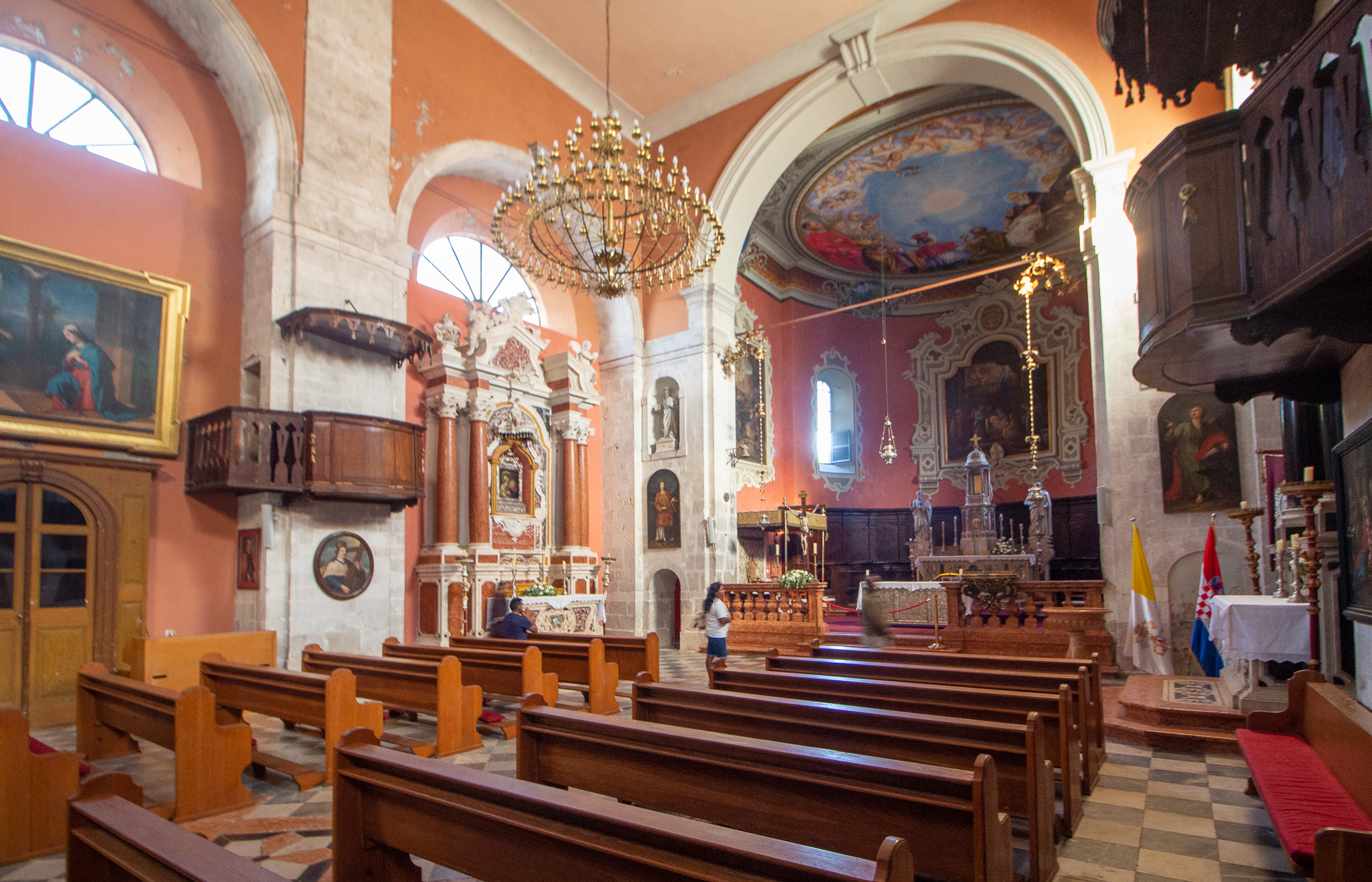
Interiér kostela

Kostel je nevelká jednolodní stavba s půlkruhovou apsidou a je orientován směr severozápad/jihovýchod.
Průčelí kostela má trojúhelníkový štít s barokním portálem. Na Architrávu hlavních vstupních dveří je latinský nápis: Nativitas Virginis Mariae. Po stranách portálu jsou dva výklenky obsahující sochy svatých Františka a Antonína.

### Interiér
Interiér kostela je rozdělen čtyřmi kamennými pilíři po obou stranách a má šest oltářů. Hlavní oltář je zasvěcen Nejsvětější Svátosti.
V apsidě jsou tři fresky: uprostřed Narození Panny Marie, vpravo Narození Ježíše a vlevo Vzkříšení Ježíše od malíře Zebedea Picciniho z roku 1860. Strop kostela je rovný, omítnutý a vymalovaný.